# Greenville (Michigan)
Greenville é uma cidade localizada no estado americano de Michigan, no Condado de Montcalm.

## Demografia
Segundo o censo americano de 2000, a sua população era de 7935 habitantes.
Em 2006, foi estimada uma população de 8333, um aumento de 398 (5.0%).

## Geografia
De acordo com o United States Census Bureau tem uma área de
15,4 km², dos quais 14,8 km² cobertos por terra e 0,6 km² cobertos por água.

## Localidades na vizinhança
O diagrama seguinte representa as localidades num raio de 28 km ao redor de Greenville.